# Robert Zimmermann (Maler)
August Robert Zimmermann (* 21. April 1818 in Zittau; † 6. Juni 1864 in München) war ein deutscher Zeichner, Lithograf und Landschaftsmaler. 

## Leben
Er war der jüngere Bruder der Maler Albert und Max und der ältere Bruder von Richard Zimmermann.
Sein Vater war der Zittauer Stadtmusikus Karl Friedrich August Zimmermann (im Amt 1807–1830), von dem alle Söhne den Zweitnamen August bekamen. Wie seine Geschwister erhielt auch Robert zuerst eine musikalische Ausbildung durch den Vater; er wurde Pianist und strebte eine Bühnenlaufbahn an. Dank der Anregung durch seinen älteren Bruder Max wandte Richard sich zunächst dem Zeichnen und der Lithografie zu, folgte dann aber auch dem Ältesten nach München an dessen Malschule und war seit 1846 als Landschafter erfolgreich tätig. 
Seine ländlich geprägten Motive fand er hauptsächlich in Tirol und Altbayern. Der Malerkreis um Albert und seine drei jüngeren Brüder war so stark von ihnen geprägt, dass man nur von den „Zimmerleuten“ sprach. Obwohl er im Vergleich zu seinen Geschwistern relativ früh starb, stand er ihnen zu Lebzeiten in seiner Wirkung nicht nach und hatte einen weitreichenden Käuferkreis; so wurde z. B. sein Gemälde einer Scheuer von 1854 unter dem Titel Barn interior bei Sotheby’s in Melbourne (!) versteigert. Werke von Robert Zimmermann befinden sich u. a. in Gemäldesammlungen in Dresden, Leipzig und Bautzen.